# بيت الغزير (النادرة)

تعديل مصدري - تعديل

بيت الغزير هي إحدى قرى عزلة المفتاح الأعلى بمديرية النادرة التابعة لمحافظة إب، بلغ تعداد سكانها 118 نسمة حسب تعداد اليمن لعام 2004.